# Başpınar, Osmancık
Başpınar là một thị trấn thuộc huyện Osmancık, tỉnh Çorum, Thổ Nhĩ Kỳ. Dân số thời điểm năm 2010 là 732 người.